# Dimethylglucamin
Dimethylglucamin ist ein von dem Monosaccharid Glucose als nachwachsendem Rohstoff abgeleitetes tertiäres Amin. Wegen seines basischen Charakters wird Methylmeglumin als geruchsarmes, nichtkorrosives, umwelt- und gesundheitsverträgliches Neutralisierungsmittel in wasserbasierten Dispersionsfarben und -lacken und in flüssigen Zubereitungen für Körperpflege und Kosmetik eingesetzt.

## Vorkommen und Darstellung
In wässriger Lösung wird D-Glucose mit Dimethylamin bei Hydrierung an einem heterogenen Ruthenium-Katalysator in 95%iger Ausbeute zu (neben geringen Mengen Sorbit und N-Methyl-D-glucamin) zu Dimethylglucamin umgesetzt.
In Abhängigkeit von der Reaktionstemperatur und dem Katalysator-Glucose-Verhältnis kann auch eine Retroaldolreaktion zu den Spaltprodukten Dimethylaminoethanol DMAE und Tetramethylethylendiamin TMEDA stattfinden.
Das bei der als Leuckart-Wallach-Reaktion bekannten reduktiven Aminierung von N-Methyl-D-glucamin (Meglumin) – aus Glucose und Methylamin an einem Ruthenium-Kontakt in 96%iger Ausbeute erhältlich – mit Formaldehyd HCHO erhaltene Addukt wird an Raney-Nickel fast quantitativ zu Methylmeglumin hydriert.
Schonende Prozessbedingungen, wie z. B. Reaktion und Hydrierung bei 30 bis 40 °C, gefolgt von Nachhydrierung bei 90 °C, erzeugen statt brauner hellgelbe Reaktionslösungen, die nur noch Spuren von Formaldehyd und durch Hydrierung daraus entstandenem Methanol enthalten und sich auch für kosmetische Zubereitungen eignen.

## Eigenschaften
Dimethylglucamin fällt beim Einengen der wässrigen Reaktionslösungen meist als gelber bis brauner Sirup an, der beim Abkühlen als farbloser Feststoff auskristallisiert. Zur Reinigung kann die Rohsubstanz aus Ethylacetat umkristallisiert werden. N,N-Dimethyl-D-glucamin ist gut wasserlöslich, so dass sich auch klare, niedrigviskose, hellgelbe (Hazen-Farbzahl < 250)  50%ige wässrige Lösungen herstellen lassen. Der pH-Wert einer 1%igen Lösung beträgt ca. 10,9.

## Anwendungen
Das zu hohen Anteilen (ca. 75 %) aus dem nachwachsenden Rohstoff Zucker abgeleitete Aminopolyol N,N-Dimethyl-D-glucamin bildet mit Fettsäuren, wie z. B. Ölsäure, die entsprechenden Ammoniumsalze, die bereits bei niedrigen Neutralisationsgraden homogene Lösungen bilden und sich durch sehr niedrige Viskositäten auszeichnen. So können gut handhabbare und dosierbare hochkonzentrierte Flüssigwaschmittel und Flüssigseifen realisiert werden.
Durch Quaternisierung mit längerkettigen n-Bromalkanen (C12 bis C20) sind in Isopropanol-Acetonitril-Gemischen antimikrobielle Substanzen zugänglich, die gegen grampositive Bakterien, wie z. B. S. aureus, und Hefen, wie z. B. Candida albicans wirksam, gegen gramnegative Bakterien, wie z. B. E. coli allerdings praktisch unwirksam sind.
Dimethylglucamin eignet sich als geruchsarmer und antikorrosiver Ersatz für den synthetischen pH-Wert-Regler Aminomethylpropanol (AMP) für wasserbasierte Lacke und Farben, besonders in Innenanwendungen. Zusätzlich erhöht es die thermische Stabilität der Farbdispersionen und ihre Farbstärke.

## Hersteller und Handelsnamen
Dimethylglucamin wird von Global Amines Germany GmbH, einem Gemeinschaftsunternehmen der Firmen Clariant AG und Wilmar International hergestellt und unter den Namen Genamin® Gluco 50 für technische Einsatzbereiche bzw. Neutrotain™ DMG für Körperpflege- und Kosmetikanwendungen in den Handel gebracht.